# Radek Wiesner
Radek Wiesner (* 2. června 1965 Jihlava) je český malíř
a grafik.
Věnuje se figurální malbě, zabývá se projekty nejrůznějších trojrozměrných objektů, prostorovými kompozicemi a velkoformátovými plátny. Hlavní pojítko mezi jeho obrazy tvoří obsahová symbolika duševních zápasů, která si žádá soustředěné pozorování a vcítění se. Nechce pouze pomalovávat plochy objektů, ale chce svou malbou vytvořit iluzi nového prostoru. Jde mu o průhledy do jiného trojrozměrného světa, který se nám otevírá stěnami objektu. Ke své tvorbě využívá převážně olejomalby, akrylu a kresby.

## Studium
- 1980–1984 Střední odborná škola výtvarná, Praha ,
- 1984–1990 Akademie výtvarných umění, Praha , učitelé Oldřich Oplt, Jiří Karmazín a František Hodonský

## Výstavy

### Autorské výstavy
- Radek Wiesner: Proměny, Oblastní galerie Vysočiny v Jihlavě, Jihlava (Jihlava), 1994/12/01 – 1995/01/01
- Radek Wiesner: Obrazy, kresby, Galerie u Štreitů, Sovinec, Jiříkov (Bruntál), 1996
- Radek Wiesner, Hotel Gustav Mahler, Jihlava, 2010 .[1][2]
- Radek Wiesner - New York, Venezia, Curych, Mnichov, Antverp
- Radek Wiesner -  Senát PČR 11. 10. 2023 Výstava v Senátu PČR

### Kolektivní výstavy
- Přehlídka prací absolventů AVU (Iveta Dušková, Radek Wiesner), Mánes, restaurace, Praha, září–říjen 1994
- Přírůstky sbírek 1989–1994, Oblastní galerie Vysočiny v Jihlavě, Jihlava, 1995/04/26 – 1995/06/18, katalog
- Slavnostní otevření galerie Bayer & Bayer, Galerie Bayer & Bayer, Mostecká 16, Praha, 1996/12/05 –
- Salón 97: Sdružení výtvarných umělců Vysočiny, Oblastní galerie Vysočiny v Jihlavě, Jihlava, 1997/04/08 – 1997/05/25, katalog
- Ouplná lůna, České muzeum výtvarných umění, Praha, 1997/07/16 – 1997/09/28, katalog
- Art Prague. 3. veletrh současného umění / 3th Contemporary Art Fair, Praha, 2004/05/25 – 2004/05/30
- Art Prague. 6. veletrh současného umění / 6th International Contemporary Art Fair, Mánes, Praha, 2007/05/21 – 2007/05/27, katalog